# 오우키 카나메
오우키 카나메(凰稀 かなめ'(おうき かなめ, 1982년 9월 4일 - )는 일본의 배우이다. 전 다카라즈카 가극단 소라구미 톱스타
카나가와현 카와사키시, 사립준신죠시가쿠엔중학교 출신.
신장 173cm. 애칭 「카나메」, 「리카」, 「테루」.
소속사무소는 케이로즈

## 내력
1998년 다카라즈카 음악학교 입학
2000년 다카라즈카 가극단 86기생으로 입단. 입단 당시 성적 20등. 하나구미 공연 「겐지모노가타리 아사키유메모시／더 뷰티즈!」로 초무대. 그 후 유키구미에 배속
2005년 「안개의 밀라노」로 신인공연 첫 주연
2006년 바우 워크샵 「Young Bloods!!」으로 바우홀공연 첫 주연. 이어서 아사미 히카루ㆍ마이카제 리라 톱 콤비 퇴단공연 「타락한 천사의 눈물」로 2번째 신인공연 주연
2007년 세계육상오사카대회에 맞춰서 결성된 유닛 AQUA5의 멤버에 발탁되다.
2008년 「얼어붙은 내일」로 2번째 바우홀공연 주연
2009년 4월 14일자로 호시구미로 조이동. 신 톱스타 유즈키 레온의 이어 니반테가 되다.
2010년 호시구미 니반테로서 「리라의 벽의 죄수들」 (바우홀ㆍ일본청년관 공연)에서 동상공연 첫 주연
2011년 2월 25일자로 소라구미로 조이동. 오오조라 유우히에 이어 니반테가 되다.
2012년 「로버트 카파」 (바우홀ㆍ일본청년관 공연)에서 2번째 동상공연 주연. 같은 해 7월 2일자로 소라구미 6대 톱스타에 취임. 상대역으로 미사키 리온을 맞이하여 「은하영웅전설@TAKARAZUKA」에서 톱 콤비 대극장 오히로메. 톱 취임 후, 「바람과 함께 사라지다」에서 레트 버틀러, 「베르사이유의 장미」에서 오스칼 등 명작에서 주연을 맡고, 2015년 2월 15일, 「백야의 서약／PHOENIX 다카라즈카!!」 도쿄공연 천추락을 기하여 다카라즈카 가극단을 퇴단.

## 다카라즈카 가극단 재단 중의 주요 무대

### 초무대
- 2000년 4~5월, 하나구미 공연 「겐지모노가타리 아사키유메모시／더 뷰티즈!」 (다카라즈카 대극장 한정)

### 구미마와리
- 2000년 5~6월 호시구미 『황금 파라오』 『미라캣』 (다카라즈카 대극장 한정)

### 유키구미시대

#### 2000년
- 9~10월 『디파트먼트 스토어』 『개선문-에히리 마리아 레마르크의 소설에서-』 (TAKARAZUKA1000days극장한정)
- 12월 『월야가성 -어둠속에서 빛이 태어나다-』 (드라마시티ㆍ아카사카ACT시어터)

#### 2001년
- 2~6월、『맹렬한 황금의 나라 -사혼상재! 이와사키 야타로의 청춘-』 - 신인공연 : 카와카미 오토지로 (본역 : 오토즈키 케이) 『파사쥬 -유리의 하늘의 기억-』
- 8월 『안나 카레리나』 (바우홀ㆍ일본청년관) 종복役
- 10월~2002년 2월 『사랑 불타다 -오왕부차-』 『Rose Garden』

#### 2002년
- 4월 전과ㆍ유키구미 『바람과 함께 사라지다』 (일생극장) - 브렌트 탈튼役
- 5~9월 『추억의 바르셀로나』 - 신인공연 : 페이호오 (본역 : 오토즈키 케이) 『ON THE 5th -빌리지에서 할렘까지-』
- 10~11월 『홉 스카치 -Hopscotch 이시케리-』 (바우홀ㆍ일본청년관) - 딕 슬로리役

#### 2003년
- 1~2월 『춘려의 은은한 빛에 -주천동자 이문-』 - 신인공연 : 미나토모노 요리노부 (본역 : 소 카즈호) 『Joyful!!』 (다카라즈카 대극장)
- 3월 『봄 다시 한번春ふたたび』 - 사부로지役 『연천구』 (바우홀)
- 3~5월 『춘려의 은은한 빛에 -주천동자 이문-』 - 신인공연 : 미나모토노 요리노부 (본역 : 소 카즈호) 『Joyful!!』 (도쿄다카라즈카극장)
- 6~7월 『아메리칸 파이』 (바우홀ㆍ일본청년관) - 네이즈役
- 8~12월 『Romance de Paris』 - 이브라힘役, 신인공연 : 무쟈히드 (본역 : 타카시로 케이) 『레콜라주 -소리의 아라베스크-』

#### 2004년
- 1~2월 『Romance de Paris』 - 이브라힘役 『레콜라주 -소리의 아라베스크-』 (중일극장)
- 4~7월 『스사노오-창국의 선구자-』 - 신인공연 : 츠쿠요미 (본역 : 소 카즈호) 『다카라즈카 글로리!』
- 8~9월 『그날 꾼 꿈에 -시카고 언더월드 블루스-』 (일본청년관ㆍ드라마시티) - 록키役
- 11월~2005년 2월 『파랑새를 찾아서』 - 챵役, 신인공연 : 빈센트 (본역 : 아사미 히카루) 『다카라즈카 드림 킹덤』

#### 2005년
- 4월 『방랑 끝에』 (바우홀) - 에드윈 중사役
- 6~10월 『안개의 밀라노』 - 오토役, 신인공연 : 로렌초 크로체 (본역 : 아사미 히카루) 『원더랜드』 신인공연 첫 주연
- 11월 『은빛 늑대』 - 트란티니안役 『원더랜드』 (전국투어)

#### 2006년
- 2~5월 『베르사이유의 장미 -오스칼편-』 - 라살役, 신인공연 : 안드레 그란디에 (본역 : 타카시로 케이ㆍ미즈 나츠키)
- 7월 『Young Bloods!!-한여름의 눈보라-』 (바우홀) - 로버트 미우라役 바우홀 첫 주연
- 9~12월 『타락한 천사의 눈물』 - 사리엘役, 신인공연 : 루시퍼 (본역 : 아사미 히카루) 『타란테라!』 신인공연 주연

#### 2007년
- 2월 『호시카케의 사람 -오키타 소지ㆍ환상의 청춘-』 - 카츠라 코고로役 『Joyful!!II』 (중일극장)
- 5~8월 『엘리자벳 -사랑과 죽음의 춤-』 - 루돌프役
- 10월 『실버 로즈 크로니클』 (드라마시티ㆍ일본청춘관) - 크리스토퍼 클렘役

#### 2008년
- 1~3월 『당신을 사랑해 -Je t'aime-』 - 아르세스트役 『미루아르 -거울의 엔드리스 드림스-』
- 5~6월 『얼어붙은 내일 -보니&클라이드와 해후-』 (바우홀) - 클라이드 버로우役 바우주연
- 8~11월 『솔로몬 반지』 『마리포사꽃』 - 로저役

#### 2009년
- 1월 『잊은 눈』 (바우홀ㆍ일본청년관) - 나루미 마사아키役
- 3~4월 『바람의 니시키에(錦絵)』 『ZORRO 가면의 메시아』 - 올리발레스 총독役 (다카라즈카 대극장 한정)

### 호시구미시대

#### 2009년
- 6~9월 『태왕사신기 Ver.II -새로운 왕의 여행-』 - 연호계役
- 10~11월 『재회』 - 마크役 『소울 오브 시바!! -꿈의 슈즈를 신은 무신(舞神)-』 (전국투어)

#### 2010년
- 1~3월、『합스부르크의 보검 -영혼에 깃든 빛-』 - 프란츠 슈테판役 『BOLERO -있는 사랑-』
- 5월、『리라 벽의 죄수들』 (바우홀ㆍ일본청년관) - 에드워드 랜스役 동상공연 첫 주연
- 7~8월、『로미오와 줄리엣』 (우메다예술극장ㆍ하카타좌) - 티볼트役
- 10~12월、『다카라즈카 꽃의 춤 두루마리 -가을의 춤-』 『사랑과 청춘과 여행』 - 폴리 중사役

#### 2011년
- 2월 『사랑하기엔 너무 짧다』 - 앤소니 랜돌프役 『르 포아종 사랑의 미약II』 (중일극장)

### 소라구미시대

#### 2011년
- 5~8월 『아름다운 생애 -이시다 미나리 영원한 사랑과 의리-』 - 질풍役 『루나 롯사 -밤에 망설이는 나그네-』
- 10~12월 『클라시코 이탈리아노 -최고의 남자 만드는 법-』 - 레너드 델루카役 (레니) 『NICE GUY!! -그 남자, Y에 의한 법칙-』

#### 2012년
- 1~2월 『로버트 캐퍼 영혼의 기록』 (바우홀ㆍ일본청년관) - 안드레 프리드먼役 (로버트 캐퍼) 동상공연 주연
- 4~7월 『화려한 나날』 - 아서 셸던役 『크라이맥스 -Cry-Max-』

### 소라구미 톱스타 시대

#### 2012년
- 8~11월 『은하영웅전설@TAKARAZUKA』 - 라인하르트 폰 로엔그램役 대극장 오히로메 공연

#### 2013년
- 1월 『은하영웅전설@TAKARAZUKA』 (하카타좌) - 라인하르트 폰 로엔그램役
- 3~6월 『몬테 크리스토 백작』 - 에드몬 단테스役 『Amour de 99!!-99년의 사랑-』
- 4월 유키구미 『베르사이유의 장미 -페르젠편-』 (다카라즈카 대극장) - 오스칼 프랑스와 드 자르제役 특별출연
- 7~8월 『덧없는 사랑』 - 루돌프役 『Amour de 99!!-99년의 사랑-』 (전국투어)
- 9~12월 『바람과 함께 사라지다』 - 레트 버틀러役

#### 2014년 ~ 2015년
- 2014년 2월 『로버트 캐퍼 영혼의 기록』 - 안드레 프리드먼役 (로버트 캐퍼) 『시트러스의 바람II』 (중일극장)
- 2014년 4월 츠키구미 『다카라즈카오도리』 『TAKARAZUKA 화시집100!!』 (다카라즈카 대극장) 더블 에트와르, 특별출연
- 2014년 5~7월 『베르사이유의 장미 -오스칼편-』 - 오스칼 프랑스와 드 자르제役
- 2014년 11월~2015년 2월 『백야의 맹세 -구스타프 3세, 자랑스러운 왕의 전투-』 - 구스타프 3세役 『PHOENIX 다카라즈카!!-다시 살아나는 사랑-』 퇴단공연

### 출연 이벤트
- 2002년 6월 TCA스페셜2002 『LOVE』
- 2003년 10월 쥬리 사키호 콘서트 『JUBIEE-S』
- 2004년 7월 TCA스페셜2004 『다카라즈카90-100년의 길-』
- 2005년 4월 TCA스페셜2005 『뷰티풀 멜로디 뷰티풀 로망스』
- 2006년 9월 TCA스페셜2006 『원더풀 드리머즈〜사람은 꿈을 꾼다〜』
- 2007년 9월 TCA스페셜2007 『아로! 레뷰! -「몽 파리」80주년기념-』
- 2008년 12월 『다카라즈카 스페셜2008〜La Festa!〜』
- 2009년 12월 『다카라즈카 스페셜2009〜WAY TO GLORY〜』
- 2012년 12월 다카라즈카 스페셜2012 『더 스타즈』〜프레・프레・센테니얼〜
- 2014년 4월 다카라즈카 가극 100주년 꿈의 제전 『때를 알리는 제비꽃들』
- 2014년 8~9월 오우키 카나메 디너쇼 『Metamorphose-메타포모르포제-』 주연
- 2014년 10월 『다카라즈카 가극 100주년 기념 대운동회』
- 2014년 12월 『다카라즈카 스페셜2014-Thank you for 100 years-』

## 다카라즈카 퇴단 후 주요 활동

### 무대

#### 2016년
- 2016년 4~6월 『1789 -바스티유의 연인들-』 (제국극장ㆍ우메다예술극장) - 마리 앙투와네트役 (하나후사 마리와 더블캐스트)

#### 2017년
- 2017년 1월 『엘리자벳 TAKARAZUKA 20주년 스페셜 갈라 콘서트』 (오차드 홀) - 루돌프役
- 2017년 3~4월 『꽃ㆍ우미인』 (아카사카ACT시어터ㆍ아이치현예술극장ㆍ모리노미야필로티 홀) - 우희役

#### 2018년
- 2018년 2월 리딩 액트 『사랑에 얽힌 몇 가지…』 (키오이코 홀)
- 2018년 4~7월 『1789 -바스티유의 연인들-』 (제국극장ㆍ신가부키좌ㆍ하카타좌) - 마리 앙투와네트役 (류 마사키와 더블캐스트)
- 2018년 6~7월 『은하철도999〜GALAXY OPERA〜』 (메이지좌ㆍ키타큐슈예술극장ㆍ드라마시티) - 퀸 에메럴더스役
- 2018년 10~11월 『잘 가, 찰리』 (효고현립예술문화센터ㆍ미츠코시극장) - 찰리 소렐役

#### 2019년
- 2019년 1~2월 『어두워질 때가지 기다려』 (선샤인극장ㆍ효고현립예술문화센터ㆍ윙크 아이치ㆍ후쿠오카시민회관) - 수지役
- 2019년 4~5월 『은하철도999」 잘가 메텔〜나의 영원』 (메이지좌ㆍ우메다예술극장) - 퀸 에메럴더스役
- 2019년 9월 『카나메의 형태〜Flexible〜』 (키오이코 홀)
- 2019년 12월 『메이지좌의 변화 기린을 타다』 (메이지좌)

#### 2020년
- 2020년 3월 『굿바이, 찰리』 (하쿠힌칸 극장) - 찰리 소렐役
- 2020년 8월 『몬테 크리스토 백작〜검은 장군과 카트린느〜』 (메이지좌) - 카트린느／메르세더스役
- 2020년 9월 『VOICARION Ⅸ 제국성 가부키〜노부나가의 개〜』 (제국극장)
- 2020년 10~11월 『굿바이, 찰리』 (ABC홀ㆍ로쿠교카이 홀) - 찰리 소렐役

#### 2021년
- 2021년 2월 『지붕 위의 바이올린 연주』 (일생극장) - 차이테루役
- 2021년 4월 『엘리자벳 TAKARAZUKA 25주년 스페셜 갈라 콘서트』 (우메다예술극장ㆍ토큐시어터오브) - 루돌프役 예정
- 2021년 6월 『CLUB SEVEN ZERO III』 (시어터크리에) 예정

### 드라마
- 2016년 9월 니혼테레비 『집 파는 여자』 최종화 - 모치즈키 아오이役
- 2017년 10~12월 테레비아사히 『토토짱!』 - 에미 이치카와役
- 2018년 6월 BS스카파! 『은하철도 999 Galaxy Live Drama』 - 퀸 에메럴데스役
- 2019년 7~9월 TBS 『노 사이드 게임』 - 「타무라」의 여주인役
- 2020년 12월 테레비아사히 『일곱명의 비서』 7화 - 시이나 나츠코役

### 영화
- 2020년 3월 『푸른 학생회 오다! season1 꽃 피는 남자들의 그림자에』 - 무카이 아오 주연

## TV출연
- 2009년 6월 TBS『세키구치 히로시의 도쿄 프렌드 파크II』
- 2011년 12월 후지테레비 『2011 FNS가요제』
- 2012년 10월 니혼테레비 『아라시니시야가레』
- 2013년 6월 TBS 『TAKE FIVE〜우리들은 사랑을 훔칠 수 있을까〜』 - 8화
- 2014년 1월 후지테레비 『SMAP×SMAP』 - 스마신하이스쿨

## 수상 이력
- 2009년 『다카라즈카가극단년도상』 - 2008년도 노력상
- 2013년 『다카라즈카가극단년도상』 - 2012년도 우수상
- 2014년 『한큐스미레팬지상』 - 남역상
- 2018년 제73회 『문화청예술제』 신인상